# Friedrich Sustris

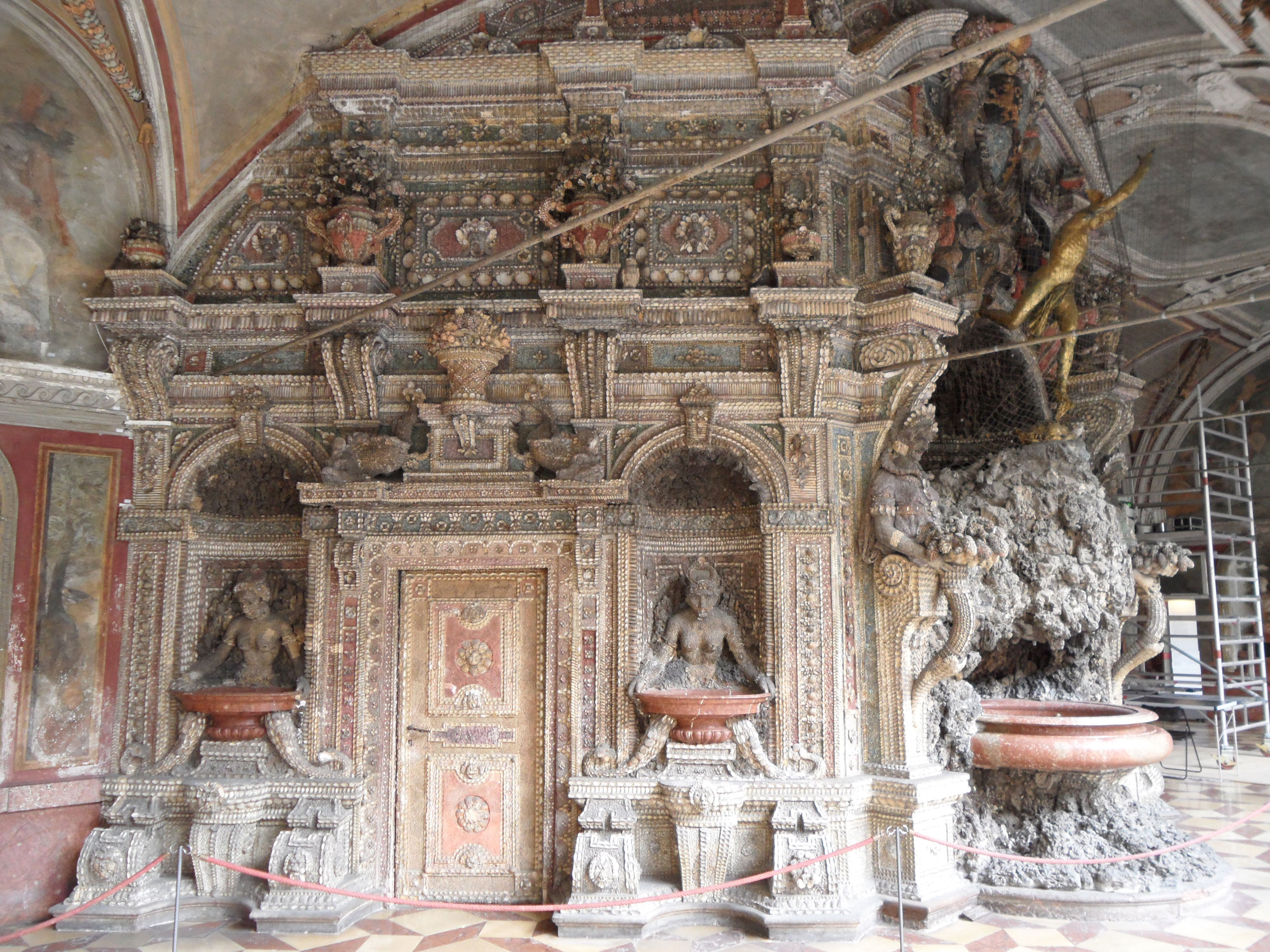
La Grottenhof de la Residencia de Múnich

Friedrich Sustris (nacido en Italia en 1540 y fallecido en Múnich en 1599) fue un decorador, pintor y arquitecto, hijo del artista holandés que trabajó casi exclusivamente en Italia, Lambert Sustris.
Pocos datos se tienen de su infancia y adolescencia; es a partir de cuando decide ir con su padre a Venecia y Padua como aprendiz para formarse cuando la historiografía del arte lo empieza a mencionar.
De 1563 a 1567 fue alumno y ayudante de Giorgio Vasari, en Florencia. Tras este aprendizaje, le fue encargado su primer trabajo: Hans Fugger le confió la decoración de la casa de la familia.
Terminada la ejecución del contrato, redecoró y rehabilitó en 1573 para el futuro duque de Baviera Guillermo V, el castillo Trausnitz en Landshut. Posteriormente, en 1579 con la ascensión del duque al trono, fue nombrado el arquitecto principal de la corte bávara, encargándose de la dirección en todos los proyectos artísticos principales. Importó el manierismo italiano a Múnich contribuyendo sustancialmente en el ascenso de la ciudad alemana como metrópoli del arte alemán. De 1583 a 1597 ejecutó las más importantes y conocidas de entre sus obras: la iglesia jesuita de San Miguel, y probablemente también la Alte Akademie o Wilhelminum.
Tras la abdicación de Guillermo V en 1597 siguió a su servicio, estableciéndose definitivamente en Múnich.

## Obras más representativas
- Iglesia jesuita de San Miguel
- Residencia de Múnich (Münchner Residenz): Grottenhof y remodelación del antiquarium
- Fuggerhouse
- Remodelación del Castillo Trausnitz